# Julinho (football, 1986)
Pour les articles homonymes, voir Julinho.
Júlio César Godinho Catole, dit Julinho, est un footballeur brésilien né le 5 août 1986 à São Paulo. Il évolue au poste de milieu gauche à São Bernardo.

## Biographie
Julinho joue au Brésil, au Mexique et au Japon.
Il dispute un match en Copa Libertadores (un but), et quatre matchs en Copa Sudamericana.
Il inscrit 12 buts en deuxième division japonaise en 2016, remportant par la même occasion le titre de champion.

## Palmarès
- CFZ Imbituba
  - Vainqueur du Campeonato Catarinense - Série B en 2009

- Operário Ferroviário
  - Vainqueur du Campeonato Paranaense en 2015

- Consadole Sapporo
  - Champion de J. League 2 en 2016